# مارك تيلدن
مارك تيلدن هو عالم كندي، ولد في 1961.